# Braqueurs (film, 2011)
Pour les articles homonymes, voir Braqueurs.
Pour plus de détails, voir Fiche technique et Distribution.
Braqueurs (Setup) est un film américain réalisé par Mike Gunther (en), sorti en 2011.

## Synopsis
Vincent, Sonny et Dave sont amis depuis toujours. Ils ont organisé un braquage qui a mal tourné car Vincent, qui est endetté, a doublé ses amis en essayant de les tuer. Dave est mort, mais pas Sonny et, depuis, ce dernier n'a qu'une seule idée en tête : se venger de Vincent. Il engage Biggs, un boss de la mafia très dangereux, pour retrouver Vincent.

## Fiche technique
- Titre : Braqueurs
- Titre original : Setup
- Réalisation : Mike Gunther (en)
- Scénario : Mike Gunther et Mike Behrman
- Photographie : Steve Gainer
- Montage : Mark Stevens
- Direction artistique : Bruton Jones
- Costumes : Mia Maddox
- Musique : The Newton Brothers
- Production : 50 Cent, Randall Emmett, George Furla
- Sociétés de production : Grindstone Entertainment Group, Emmett/Furla/Oasis Films, Cheetah Vision
- Distribution : Lionsgate
- Budget : 20 millions de dollars
- Pays d'origine :  États-Unis
- Langue : anglais
- Genre : Thriller, action et film de gangsters
- Durée : 85 minutes
- Dates de sortie :
  - 20 septembre 2011 aux États-Unis (sortie DVD)
  - 27 octobre 2011 en Russie (sortie en salles)
  - 3 janvier 2012 en France (sortie DVD)[1]

## Distribution
Légende : VQ : Voix québécoises,
- Curtis Jackson (VQ : Jean-François Beaupré) : Sonny[3]
- Bruce Willis (VF : Patrick Poivey ; VQ : Jean-Luc Montminy) : Jack Biggs[3]
- Ryan Phillippe (VQ : Martin Watier) : Vincent[3]
- Jenna Dewan (VQ : Camille Cyr-Desmarais) : Mia[3]
- Brett Granstaff : Dave[3]
- Randy Couture : Petey[3]
- Will Yun Lee : Joey
- Shaun Toub : Roth
- Susie Abromeit : Valerie
- Jay Karnes : Russell
- James Remar : William